# Духовная семинария Геворгян
Духовная семинария Геворгян (арм. Գևորգյան Հոգևոր Ճեմարան) (также известна как Георгиевская духовная семинария) — высшее учебное заведение (семинария) Армянской апостольской церкви. Основана в 1874 году Геворгом IV. Находится в Вагаршапате, недалеко от Эчмиадзинского монастыря.  

## История
В 1872 году католикос Геворг IV принял решение открыть новую семинарию Армянской апостольской церкви. 18 мая 1869 года был заложен первый камень здания семинарии. Строительство было окончено 28 сентября 1874 года. 5 октября того же года император Александр II утвердил устав семинарии и разрешил её открытие.
В 1917 году семинария была закрыта, а 1 ноября 1945 года открыта снова.
В 2003 году была окончена полная реставрация здания семинарии. 

## Современное состояние
Продолжительность обучения в Духовной семинарии Геворгян составляет 6 лет. Дипломы о высшем образовании присваиваются в соответствии с государственными стандартами Армении.

### Структура
Руководящим органом семинарии является учёный совет, возглавляемый католикосом всех армян. Учебно-методический комитет семинарии выполняет консультативную роль. Члены комитета избираются по инициативе ученого совета, утверждённого католикосом. В ноябре 2015 года в семинарии был создан комитет по культуре.
В настоящее время в семинарии есть следующие кафедры:
- кафедра библеистики;
- кафедра исторической теологии;
- кафедра христианской догматики;
- кафедра практической теологии;
- кафедра филологии;
- кафедра гуманитарных наук.

## Выдающиеся выпускники
- Геворг VI — католикос всех армян[7];
- Комитас (Согомон Согомонян) — композитор, музыковед[8];
- Аветик Исаакян — писатель[9];
- Левон Шант — писатель, политический деятель[10].